# Florentin Matei
Florentin Matei (Bolintin-Vale, Rumanía, 15 de abril de 1993) es un futbolista rumano. Juega de mediocampista y se encuentra sin equipo tras abandonar el F. C. UTA Arad.

## Selección nacional
| Selección        | Año  | Partidos | Goles |
| ---------------- | ---- | -------- | ----- |
| Selección sub-19 | 2012 | 3        | 0     |

## Clubes
| Club                         | País                   | Año       | Partidos | Goles |
| ---------------------------- | ---------------------- | --------- | -------- | ----- |
| Steaua București             | Rumania                | 2010-2011 | 2        | 0     |
| Unirea Urziceni (cedido)     | Rumania                | 2010      | 7        | 0     |
| Volyn Lutsk                  | Ucrania                | 2013-2016 | 61       | 12    |
| H. N. K. Rijeka              | Croacia                | 2016-2018 | 52       | 7     |
| F. C. Astra Giurgiu (cedido) | Rumania                | 2018      | 14       | 4     |
| Al-Ittihad Kalba S. C.       | Emiratos Árabes Unidos | 2018-2019 | 6        | 1     |
| FCSB                         | Rumania                | 2019      | 6        | 0     |
| F. C. Astra Giurgiu          | Rumania                | 2019-2020 | 15       | 0     |
| Apollon Limassol             | Chipre                 | 2020-2021 | 41       | 10    |
| Apollon Smyrnis              | Grecia                 | 2021-2022 | 8        | 0     |
| F. C. UTA Arad               | Rumania                | 2022      | 24       | 0     |

## Palmarés

### Títulos nacionales
| Título          | Club            | País    | Año  |
| --------------- | --------------- | ------- | ---- |
| Prva HNL        | H. N. K. Rijeka | Croacia | 2017 |
| Copa de Croacia | H. N. K. Rijeka | Croacia | 2017 |